# Rupes Mercator
Le Rupes Mercator est une falaise lunaire délimitant la rive occidentale de la Mare Nubium. Cette formation géologique mesure 93 kilomètres de long. Elle porte le nom du cratère voisin Mercator, nom qui lui fut attribué en 1935 par l'Union astronomique internationale en l'honneur du géographe et mathématicien flamand Gérard Mercator. Le Rupes Mercator prend fin au Nord avec l'étroite vallée du Rimae Ramsden qui part depuis le cratère Ramsden et qui permet à la mare lunaire Palus Epidemiarum de communiquer avec la Mare Nubium.
Données sélénologiques : 31.0°S et 22.3°W. 